# Shindō Tsuji
Pour les articles homonymes, voir Tsuji.
Shindō Tsuji (辻 晋堂, Tsuji Shindō) est un artiste sculpteur abstrait japonais du XXe siècle, né le 28 octobre 1910 dans la préfecture de Tottori et mort le 18 août 1981.

## Biographie
Après avoir étudié la sculpture à l'association Dokuritsu bijutsu-kyokai (des artistes indépendants), Shindō Tsuji est représenté au salon de ce groupe à partir de 1933.
Depuis 1950, il est professeur à l'école des Beaux-Arts de Kyoto, et, en 1963 il visite l'Europe.
Il participe à de nombreuses manifestations de groupe :
- en 1957, à la Biennale de São Paulo ;
- en 1958, à la Biennale de Venise et exposition de Sept sculpteurs au musée Guggenheim de New York ;
- en 1961, Carnegie International Exhibition à Pittsburgh ;
- en 1965-1966, Peinture et Sculpture Japonaise Contemporaine au musée d'art Moderne de New York et première JAFA à Tokyo.

Il montre ses œuvres dans des expositions personnelles à Tokyo et Kyoto depuis 1954. Il bénéficie en outre de plusieurs commandes officielles de sculptures telles celle du théâtre de Kabuki d'Osaka, et de l'Hôtel de ville de Yokohama.
Il réalise des œuvres abstraites, en terre cuite le plus souvent.

## Musées
Une partie de ses œuvres sont conservées au musée d'Art Moderne de Kamakura, à Carnegie International Exhibition, à Pittsburgh, et à l'université des beaux-arts Tama, à Tokyo.